# Diócesis de União da Vitória
La diócesis de União da Vitória (en latín: Dioecesis Unionensis a Victoria y en portugués: Diocese de União da Vitória) es una circunscripción eclesiástica latina de la Iglesia católica en Brasil, sufragánea de la arquidiócesis de Curitiba. La diócesis tiene al obispo Walter Jorge Pinto como su ordinario desde el 9 de enero de 2019. 

## Territorio y organización
La diócesis tiene 10 000 km² y extiende su jurisdicción sobre los fieles católicos de rito latino residentes en 13 municipios del estado de Paraná: Bituruna, General Carneiro, Porto Vitória, Cruz Machado, União da Vitória, Paula Freitas, Paulo Frontin, Mallet, Rio Azul, Rebouças, São Mateus do Sul, São João do Triunfo y Antônio Olinto.
La sede de la diócesis se encuentra en la ciudad de União da Vitória, en donde se halla la Catedral del Sagrado Corazón de Jesús.
En 2021 en la diócesis existían 25 parroquias agrupadas en 5 sectores pastorales: Catedral, Sagrada Familia, São Mateus, Bituruna y Rio Azul.

## Historia
La diócesis fue erigida el 3 de diciembre de 1976 con la bula Qui divino consilio del papa Pablo VI, obteniendo el territorio de la arquidiócesis de Curitiba y de las diócesis de Guarapuava y Ponta Grossa.
El 9 de febrero de 1984, en virtud del decreto Quo aptius de la Congregación para los Obispos, amplió su territorio con los municipios de Bituruna y General Carneiro, que pertenecían a la diócesis de Palmas.

## Estadísticas
De acuerdo al Anuario Pontificio 2022 la diócesis te|nía a fines de 2021 un total de 204 430 fieles bautizados.
| Año                                                                             | Población            | Población | Población      | Sacerdotes | Sacerdotes    | Sacerdotes    | Bautizados por sacerdote | Diáconos permanentes | Religiosos | Religiosos | Parroquias |
| Año                                                                             | Bautizados católicos | Total     | % de católicos | Total      | Clero secular | Clero regular | Bautizados por sacerdote | Diáconos permanentes | Varones    | Mujeres    | Parroquias |
| ------------------------------------------------------------------------------- | -------------------- | --------- | -------------- | ---------- | ------------- | ------------- | ------------------------ | -------------------- | ---------- | ---------- | ---------- |
| 1980                                                                            | 176 000              | 204 000   | 86.3           | 22         | 5             | 17            | 8000                     |                      | 26         | 48         | 15         |
| 1990                                                                            | 222 000              | 270 000   | 82.2           | 33         | 12            | 21            | 6727                     | 6                    | 24         | 53         | 20         |
| 1999                                                                            | 255 000              | 310 000   | 82.3           | 33         | 16            | 17            | 7727                     | 9                    | 26         | 37         | 21         |
| 2000                                                                            | 258 000              | 314 000   | 82.2           | 35         | 17            | 18            | 7371                     | 9                    | 25         | 40         | 21         |
| 2001                                                                            | 225 000              | 260 000   | 86.5           | 33         | 16            | 17            | 6818                     | 9                    | 19         | 40         | 21         |
| 2002                                                                            | 240 000              | 275 000   | 87.3           | 34         | 19            | 15            | 7058                     | 12                   | 31         | 44         | 22         |
| 2003                                                                            | 242 200              | 280 000   | 86.5           | 37         | 21            | 16            | 645                      | 12                   | 23         | 35         | 23         |
| 2004                                                                            | 243 000              | 283 000   | 85.9           | 37         | 20            | 17            | 6567                     | 12                   | 19         | 40         | 23         |
| 2010                                                                            | 183 879              | 216 328   | 85.0           | 35         | 24            | 11            | 5253                     | 13                   | 20         | 36         | 25         |
| 2014                                                                            | 192 600              | 225 600   | 85.4           | 35         | 26            | 9             | 5502                     | 10                   | 17         | 36         | 25         |
| 2017                                                                            | 197 600              | 230 970   | 85.6           | 36         | 23            | 13            | 5488                     | 8                    | 25         | 30         | 25         |
| 2020                                                                            | 199 237              | 231 377   | 86.1           | 40         | 29            | 11            | 4980                     | 10                   | 27         | 16         | 25         |
| 2021                                                                            | 204 430              | 237 413   | 86.1           | 38         | 28            | 10            | 5379                     | 10                   | 19         | 31         | 25         |
| Fuente: Catholic-Hierarchy, que a su vez toma los datos del Anuario Pontificio. |                      |           |                |            |               |               |                          |                      |            |            |            |

## Episcopologio
- Walter Michael Ebejer, O.P. † (3 de diciembre de 1976-3 de enero de 2007 retirado)
- João Bosco Barbosa de Sousa, O.F.M. (3 de enero de 2007-16 de abril de 2014 nombrado obispo de Osasco)
- Agenor Girardi, M.S.C. † (6 de mayo de 2015-8 de febrero de 2018 falleció)
- Walter Jorge Pinto, desde el 9 de enero de 2019